# Petchia montana
Petchia montana là một loài thực vật có hoa trong họ La bố ma. Loài này được (Pichon) Leeuwenb. miêu tả khoa học đầu tiên năm 1997.